# Saison 1996-1997 de l'ISL
Saison suivante
La saison 1996–97 est la première saison de hockey sur glace disputée au Royaume-Uni sous le nom de Ice Hockey Superleague.
La ligue est alors formée par les propriétaires des équipes suivantes : Ayr Scottish Eagles, Basingstoke Bison, Bracknell Bees, Cardiff Devils, Manchester Storm, Newcastle Cobras, Nottingham Panthers et Sheffield Steelers. Ayr est la seule nouvelle équipe créée cette saison ; toutes les autres équipes jouaient la saison passée dans la British Hockey League.
Cette page présente les résultats de la saison de championnat avec les séries éliminatoires associées.

## Championnat
Chaque équipe joue six matchs de la saison régulière contre chacune des autres équipes, trois à domicile et trois en déplacement.  À l'issue de la saison, toutes les équipes jouent les séries éliminatoires.

### Classement de la saison régulière
| Équipe              | PJ | V  | N | DP | D  | BP  | BC  | Pts |
| ------------------- | -- | -- | - | -- | -- | --- | --- | --- |
| Cardiff Devils      | 42 | 30 | 3 | 1  | 8  | 208 | 130 | 64  |
| Sheffield Steelers  | 42 | 27 | 4 | 2  | 9  | 168 | 127 | 60  |
| Ayr Scottish Eagles | 42 | 21 | 6 | 0  | 15 | 171 | 157 | 48  |
| Nottingham Panthers | 42 | 21 | 1 | 2  | 18 | 160 | 147 | 45  |
| Newcastle Cobras    | 42 | 17 | 2 | 5  | 18 | 158 | 172 | 41  |
| Bracknell Bees      | 42 | 15 | 2 | 1  | 24 | 169 | 202 | 33  |
| Manchester Storm    | 42 | 14 | 3 | 1  | 24 | 142 | 191 | 32  |
| Basingstoke Bison   | 42 | 11 | 3 | 3  | 25 | 152 | 202 | 28  |

## Séries éliminatoires
Les huit équipes sont qualifiées pour les séries éliminatoires avec deux poules créées selon le classement de la saison régulière. À l'issue de cette phase de poule, constituée de six rencontres, les deux meilleures équipes de chaque poule sont qualifiées pour les demi-finale du championnat.

### Phase de poule
Poule A
| Équipe              | PJ | V | N | DP | D | BP | BC | Pts |
| ------------------- | -- | - | - | -- | - | -- | -- | --- |
| Cardiff Devils      | 6  | 6 | 0 | 0  | 0 | 29 | 14 | 12  |
| Ayr Scottish Eagles | 6  | 3 | 0 | 0  | 3 | 24 | 22 | 6   |
| Newcastle Cobras    | 6  | 2 | 0 | 0  | 4 | 16 | 23 | 4   |
| Manchester Storm    | 6  | 1 | 0 | 0  | 5 | 11 | 21 | 2   |

Poule B
| Équipe              | PJ | V | D | N | DP | BP | BC | Pts |
| ------------------- | -- | - | - | - | -- | -- | -- | --- |
| Nottingham Panthers | 6  | 5 | 0 | 1 | 0  | 26 | 16 | 11  |
| Sheffield Steelers  | 6  | 5 | 0 | 0 | 1  | 22 | 15 | 10  |
| Basingstoke Bison   | 6  | 1 | 1 | 1 | 3  | 16 | 26 | 4   |
| Bracknell Bees      | 6  | 0 | 1 | 1 | 4  | 16 | 23 | 2   |

### Tournoi final
Le tournoi final se joue sur un week-end dans le NYNEX Arena à Manchester.
|  | Demi-finales        | Demi-finales        |                    |   | Finale | Finale |
|  | Demi-finales        | Demi-finales        |                    |   | Finale | Finale |
|  |                     |                     |                    |   |        |        |
|  |                     |                     |                    |   |        |        |
|  |                     |                     |                    |   |        |        |
|  | Cardiff Devils      | 2                   |                    |   |        |        |
|  | Cardiff Devils      | 2                   |                    |   |        |        |
|  | Sheffield Steelers  | 5                   |                    |   |        |        |
|  | Sheffield Steelers  | 5                   | Sheffield Steelers | 3 |        |        |
|  |                     |                     | Sheffield Steelers | 3 |        |        |
|  |                     | Nottingham Panthers | 1                  |   |        |        |
|  | Nottingham Panthers | Nottingham Panthers | 1                  | 6 |        |        |
|  | Nottingham Panthers |                     |                    | 6 |        |        |
|  | Ayr Scottish Eagles | 5                   |                    |   |        |        |
|  | Ayr Scottish Eagles | 5                   |                    |   |        |        |

## Récompenses et meneurs

### Trophées
- Entraîneur de l'année – Jim Lynch, Ayr Scottish Eagles
- Joueur de l'année – Stevie Lyle, Cardiff Devils
- Trophée Alan Weeks, meilleur défenseur de la saison – Jason Stone, Cardiff Devils

### Équipe type
| Pos. | Joueur          | Équipe              |
| ---- | --------------- | ------------------- |
| G    | Stevie Lyle     | Cardiff Devils      |
| D    | Kip Noble       | Cardiff Devils      |
| D    | Garth Premak    | Nottingham Panthers |
| A    | Paul Adey       | Nottingham Panthers |
| A    | Ivan Matulik    | Cardiff Devils      |
| A    | Vezio Sacratini | Cardiff Devils      |

### Meilleurs joueurs
Les meilleurs joueurs au niveau des statistiques sont les suivants : 
- 60 points pour Dale Junkin (Bracknell Bees)[2]
- 28 buts pour Paul Adey (Nottingham Panthers)
- 37 aides pour Vezio Sacratini (Cardiff Devils)
- 149 minutes de pénalité pour Frank Kovacs (Sheffield Steelers)